# 혈액투석

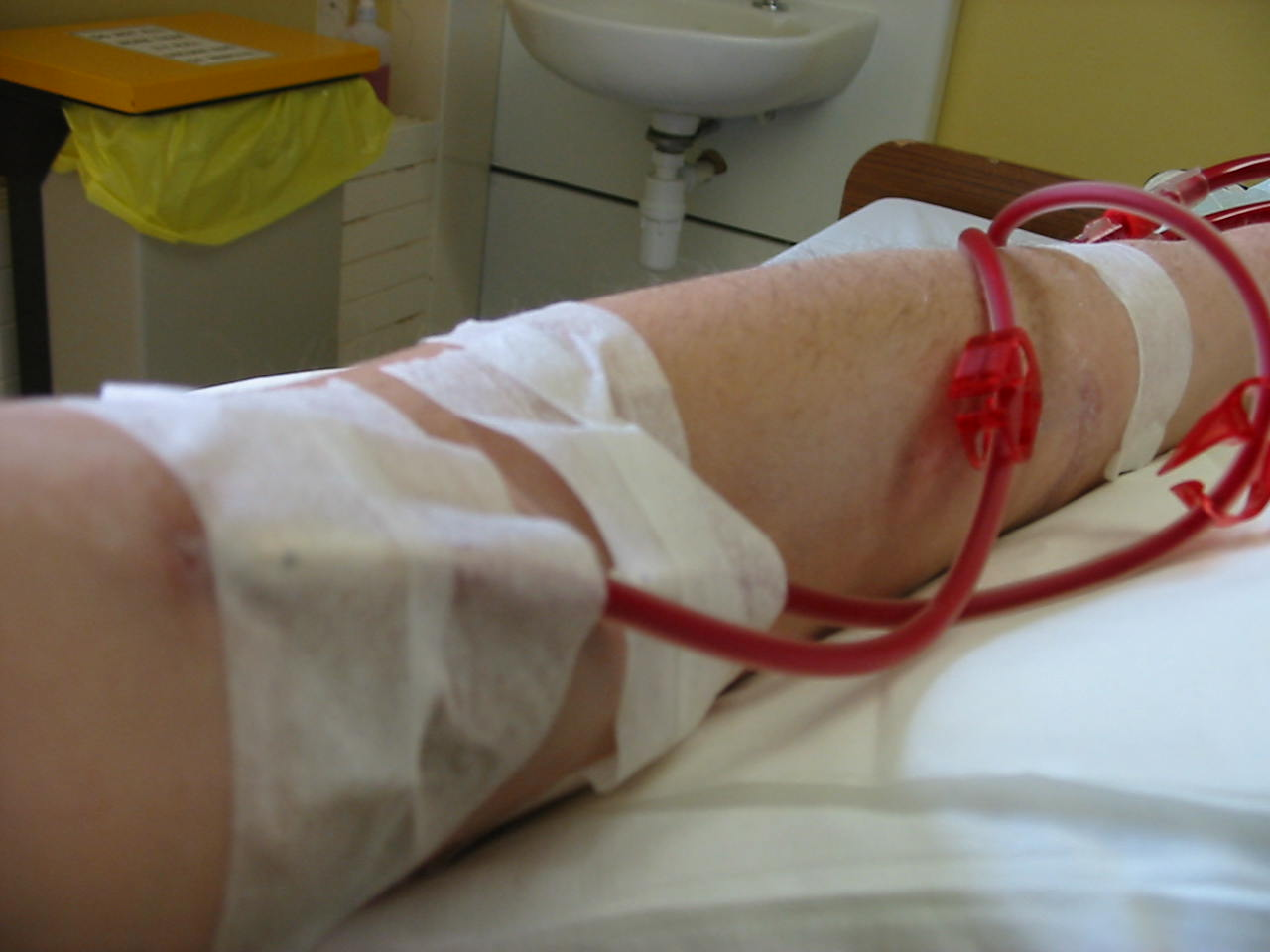
혈액투석 중인 모습.

혈액투석(Hemodialysis)은 혈액을 체외로 꺼내어 거른 뒤에 돌려보내는 인공투석이다. 신장 이식과 복막투석과 함께 신장 기능을 대체하는 치료법이다.